# Frênulo prepucial

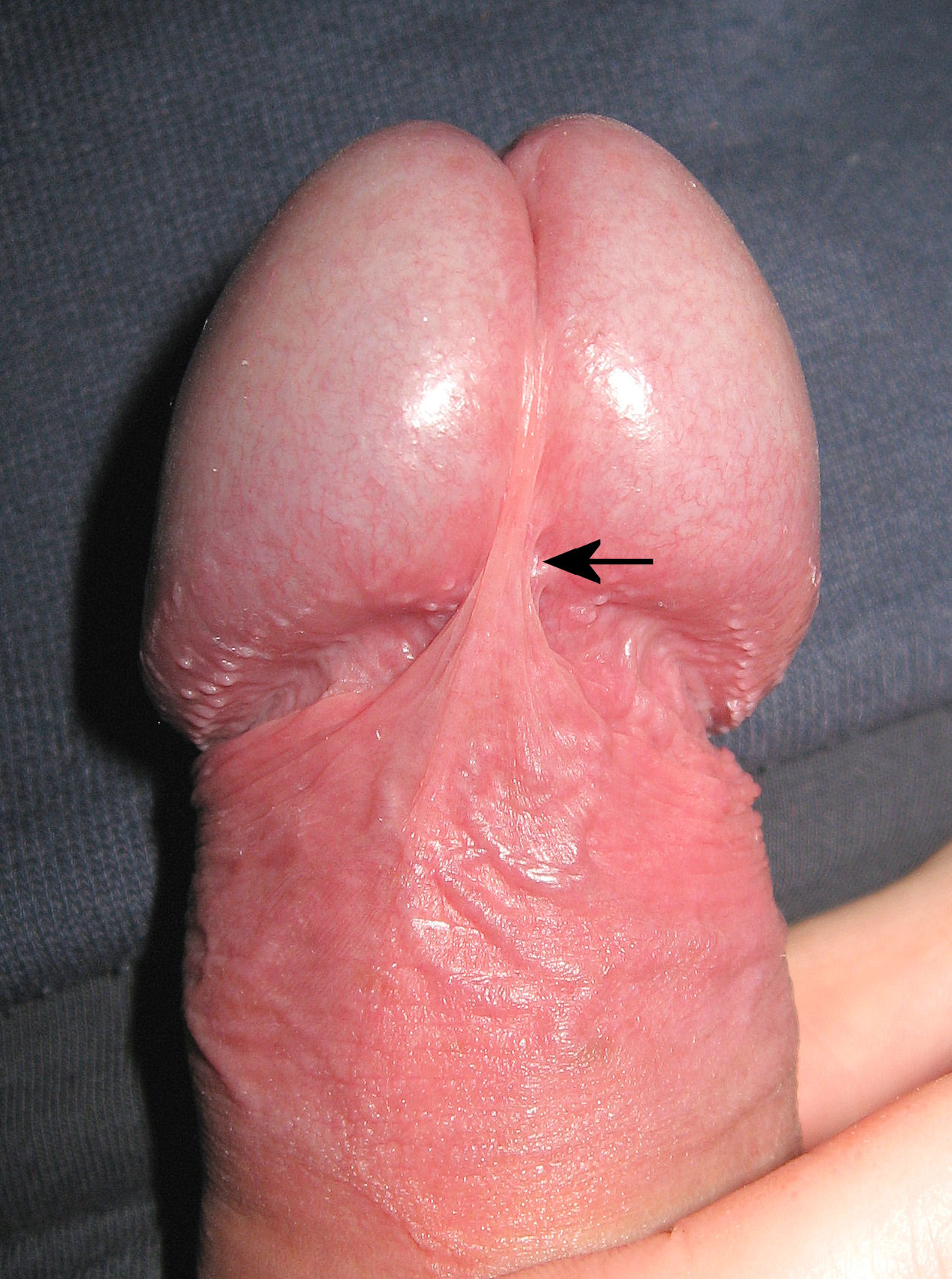
Um frênulo de pênis humano.

O frênulo do pênis, frênulo prepucial ou chamado de "freio" do pênis é uma prega de pele de forma triangular que localiza-se na porção inferior da glande e faz a ligação da pele do prepúcio à glande do pênis.
Muitas vezes ele se rompe durante a relação sexual. Coisa normal quando o frênulo causa incomodo na hora da relação sexual ou na exposição da glande (cabeça do pênis), mas se ele não causa dor durante relações sexuais e ele pode não se romper, o que é completamente normal. Em alguns casos o frênulo pode ser muito curto e atrapalhar nas relações sexuais, esta pele, quando curta, às vezes pode ocasionar uma curvatura ventral (para baixo) do pênis e também causar certa dor quando ocorre a ereção.
Muitas vezes não é necessária a cirurgia, pois essa pele pode, com o tempo, “lacear” ou até mesmo “esticar” e não curvar mais o pênis e nem doer, ou até mesmo romper-se. Mas há uma cirurgia para alongamento ou retirada do frênulo, chama-se frenuloplastia.